# R. Clint Cole

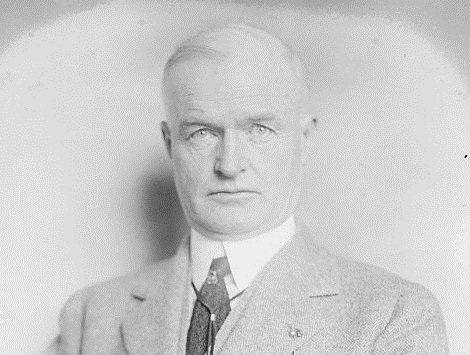
R. Clint Cole

Raymond Clinton „Clint“ Cole (* 21. August 1870 bei Findlay, Ohio; † 8. Februar 1957 ebenda) war ein US-amerikanischer Politiker. Zwischen 1919 und 1925 vertrat er den Bundesstaat Ohio im US-Repräsentantenhaus.

## Werdegang
Clint Cole war der ältere Bruder des Kongressabgeordneten Ralph D. Cole (1873–1932). Er besuchte die öffentlichen Schulen seiner Heimat sowie das Findlay College. Anschließend war er neun Jahre lang als Lehrer tätig. Nach einem Jurastudium an der Ohio Northern University in Ada und seiner im Jahr 1900 erfolgten Zulassung als Rechtsanwalt begann er ab 1901 in Findlay in diesem Beruf zu arbeiten. Zwischen 1903 und 1913 gehörte er auch der Nationalgarde seines Staates an. Von 1912 bis 1916 war er juristischer Vertreter seiner Heimatstadt Findlay. Politisch schloss er sich der Republikanischen Partei an.
Bei den Kongresswahlen des Jahres 1919 wurde Cole im achten Wahlbezirk von Ohio in das US-Repräsentantenhaus in Washington, D.C. gewählt, wo er am 4. März 1919 die Nachfolge des Demokraten John A. Key antrat. Nach zwei Wiederwahlen konnte er bis zum 3. März 1925 drei Legislaturperioden im Kongress absolvieren. Seit 1923 leitete er den Wahlausschuss Committee on Elections No. 1. In den Jahren 1919 und 1920 wurden der 18. und der 19. Verfassungszusatz ratifiziert. Dabei ging es um das Verbot des Handels mit alkoholischen Getränken sowie die bundesweite Einführung des Frauenwahlrechts.
Im Jahr 1924 wurde Clint Cole nicht wiedergewählt. Nach dem Ende seiner Zeit im US-Repräsentantenhaus praktizierte er wieder als Anwalt. Er starb am 8. Februar 1957 in Findlay, wo er auch beigesetzt wurde.